# Kościół Zbawiciela w Nazarecie
Kościół Zbawiciela w Nazarecie – kościół anglikański pod wezwaniem Jezusa Chrystusa jako Zbawiciela położony w mieście Nazaret, na północy Izraela. 

## Historia
W 1861 roku Nazaret odwiedziła grupa brytyjskich marynarzy, którzy akurat przebywali z kurtuazyjną wizytą w osmańskiej Palestynie. Pomimo usilnych starań, nie znaleźli oni w tym ważnym dla chrześcijan mieście kościoła anglikańskiego. Napisali w tej sprawie do brytyjskiej królowej Wiktorii Hanowerskiej, prosząc ją o wybudowanie kościoła w Nazarecie. Rok później książę Walii Edward VII (późniejszy brytyjski król) odwiedził Nazaret i przekazał pieniądze na budowę świątyni. Budowy podjęło się stowarzyszenie Church Mission Society. Prace budowlane były realizowane w latach 1869-1871, według planów architekta Ferdinanda Stadlera. Problemy finansowe nigdy nie pozwoliły na ukończenie budowli według oryginalnych planów - nie wybudowano stożkowego hełmu wieży. W owym czasie był to drugi po Jerozolimie kościół anglikański w Ziemi Świętej. Poświęcenie kościoła odbyło się 1 października 1871 roku. Konsekrację przeprowadzili biskup Samuel Gobat i ksiądz John Zeller (objął parafię). Kościół służył jako centrum misji ewangelizacyjnej dla całego regionu Galilei.

## Turystyka
Kościoła nie można zwiedzać w godzinach, kiedy odbywają się nabożeństwa. Świątynia jest otwarta dla turystów codziennie w godz. 10.00-12.00.